# Margarita Bonmatí Botella
Margarita Bonmatí Botella (Santa Pola, Alicante, 1884-Madrid, 9 de julio de 1953) fue la esposa del poeta español Pedro Salinas y madre del editor Jaime Salinas Bonmatí.

## Trayectoria
Margarita Bonmatí Botella fue hija de un industrial de Elche, Vicente Bonmatí, oriundo de El Altet y con destilerías en Argel, y se educó en Orán (Argelia francesa). Se casó en 1915  en Argelia con el poeta Pedro Salinas. Con él intercambió un copioso epistolario (1913-1949) y con quien tendrá dos hijos: Soledad (1920-2007), casada con el crítico y catedrático de Harvard Juan Marichal (escritor), y el editor Jaime (1925-2011).
En un principio el matrimonio se instaló en París y en 1917 regresaron a España, un año después, Salinas consiguió una cátedra en la Universidad de Sevilla. Allí vivieron hasta 1929. Desde 1932 Salinas engañó a Margarita de Bonmatí Botella con la estudiante estadounidense Katherine R. Whitmore (1897-1982), entonces Reding, a quien conoció en la Universidad Internacional de Verano de Santander. Esta relación originó la trilogía lírica formada por La voz a ti debida (1933), Razón de amor (1936) y Largo lamento (1938). 
Margarita, al descubrirlo, se intentó suicidar ahogándose en un río en 1935. Estos hechos inspiraron el drama de Julieta Soria Amor, amor, catástrofe (2019). Katherine  R.Whittmore resolvió entonces acabar con su relación con Pedro Salinas. Así el matrimonio se mantuvo, sin embargo, y la Guerra Civil sorprendió a los Salinas en Santander, en 1937 embarcaron rumbo a Estados Unidos.
Margarita Bonmatí falleció en 1953 en Madrid. Se conserva un epistolario que Margarita Bonmatí intercambió con su amiga, la hispanista francesa Mathilde Pomès (1886-1977), cincuenta y cinco misivas autógrafas e inéditas.